# Joel Asoro
Joel Joshoghene Asoro, né le 27 avril 1999 à Stockholm, est un footballeur international suédois qui évolue au poste d'ailier au FC Metz.

## Biographie

### En club

#### Sunderland AFC (2016-2018)
Formé à l'IF Brommapojkarna, Joel Asoro quitte son pays natal pour l'Angleterre en 2015 en s'engageant avec le Sunderland AFC, il est alors âgé de seize ans. Le 21 août 2016, il fait sa première apparition sous le maillot de l'équipe première lors d'un match de Premier League contre le Middlesbrough FC en remplaçant Duncan Watmore à la 81e minute de jeu. Il participe à deux matchs de EFL Cup et un match de FA Cup pendant la saison 2016-2017.
Le 20 janvier 2018, Asoro inscrit son premier but avec le Sunderland AFC à l'occasion d'une rencontre de EFL Championship face à Hull City et permet à son club de remporter le match. Plus régulièrement utilisé par Chris Coleman au cours de la saison 2017-2018, Joel Asoro inscrit trois buts en vingt-neuf matchs toutes compétitions confondues.

#### Swansea City AFC (2018-2021)
Le 14 juillet 2018, il s'engage pour quatre saisons avec Swansea City. Le 4 août suivant, il est titulaire lors de la première journée de EFL Championship face à Sheffield United FC.
Jouant peu avec son nouveau club, le joueur est prêté une première fois au FC Groningue en Eredivisie lors de la saison 2019-2020. Il joue son premier match face au PSV Eindhoven lors de la quatrième journée de championnat en remplaçant Bart van Hintum à la 87e minute de jeu et marque son premier but (et doublé par la même occasion) face au Vitesse Arnhem.
La saison suivante et plus précisément le 16 septembre 2020, il est prêté pour une saison au Genoa CFC en Serie A, mais l'histoire ne se passe pas comme prévu et le joueur ne joue aucun match avec son club.

#### Djurgårdens IF (2021-2023)
Le 8 février 2021, Joel Asoro s'engage avec le Djurgårdens IF. Il participe à son premier match avec son nouveau club le 6 mars 2021 face au Kalmar FF en Svenska Cupen en entrant à la 76e minute de jeu à la place de Kalle Holmberg. Il marque son premier but lors de la rencontre de Allsvenskan face au Hammarby IF en étant titulaire.
Régulièrement titulaire avec son club, Joel découvre l'Europe lors de la saison 2022-2023 avec la participation du Djurgårdens IF en UEFA Conference-League. Asoro s'éclate durant les phases préliminaires et de qualifications en inscrivant cinq buts et délivrant une passe décisive face au HNK Rijeka, au Sepsi OSK et enfin à l'APOEL Nicosie. Dans le groupe F de la compétition, Asoro et son club se qualifie en 1/8ème de finale mais se font éliminer par le Lech Poznań.

#### FC Metz (depuis 2023)
Après deux saisons remarquable en Suède, le joueur prend la direction de la France au FC Metz et signe un contrat de quatre ans. Il commence son aventure à Metz face au Stade de Reims et délivre un passe décisive pour Cheikh Sabaly à la septième minute de jeu. Il marque son premier but sous les couleurs grenat face au RC Lens le match suivant qui offre la victoire au FC Metz sur le terrain du club lensois. Malgré un bon début de saison (deux buts et deux passes décisives), le coach du club, László Bölöni, décide d'écarter petit à petit le joueur du groupe, Asoro ne joueras plus une seule minute sous les couleurs du FC Metz après le match contre l'AS Monaco FC en mars 2024.
Le 24 juillet 2024, le joueur ne participe pas à la préparation du club lorrain depuis plusieurs semaines et réalise une interview pour un journal local dans son pays en expliquant que le FC Metz souhaite le vendre lors du mercato estival 2024. Asoro réalise sa préparation en Suède avec son ancien club, le Djurgårdens IF. Contre toute attente, le joueur reste finalement en Lorraine et participe au match de l'équipe réserve du club contre le CA Pontarlier le 24 août 2024 et permet au club de remporter le match 2-1 grâce à son doublé. Le 31 août 2024, Asoro effectue son retour avec le club grenat face au Stade lavallois en Ligue 2 en remplaçant Ibou Sané à la 72e minute de jeu.
Le 9 décembre 2024, lors de la 15e journée de Ligue 2 face à l'USL Dunkerque, Asoro inscrit son premier but de la saison avec le FC Metz sur une passe décisive de Benjamin Stambouli.

### En sélection nationale
Joel Asoro participe au championnat d'Europe des moins de 17 ans en 2016 avec l'équipe de Suède de cette catégorie. Il joue quatre matchs et inscrit un doublé lors de la première rencontre face à l'Angleterre, mais la Suède s'incline en quarts de finale face aux Pays-Bas.
Le 5 septembre 2016, Asoro joue son premier match avec les espoirs contre l'Espagne (1-1). Le 6 octobre suivant, il inscrit son premier but avec les espoirs lors d'un match face à l'Estonie (victoire 0-3). Ces deux rencontres rentrent dans le cadre des éliminatoires de l'Euro espoirs 2017.
En juin 2017, il participe au championnat d'Europe espoirs organisé en Pologne. Il ne joue qu'un seul match lors de cette compétition durant laquelle la Suède ne dépasse pas le premier tour.
Le 23 mars 2018, il est auteur d'un doublé contre la Turquie lors des éliminatoires de l'Euro espoirs 2019 (0-3).
Le 9 janvier 2023, Asoro rentre à la place de Christoffer Nyman et marque son premier but pour sa première sélection avec la Suède en amical face à la Finlande. Il est titulaire pour la première fois de sa carrière avec son pays le match suivant face à l'Islande.

## Palmarès
| Djurgårdens IF :                     |
| ------------------------------------ |
| - Allsvenskan - Vice-champion : 2022 |

## Statistiques
| Saison                | Club                  | Championnat           | Championnat | Championnat | Championnat | Coupe nationale | Coupe nationale | Coupe nationale | Coupe de la Ligue | Coupe de la Ligue | Coupe de la Ligue | Compétition(s) continentale(s) | Compétition(s) continentale(s) | Compétition(s) continentale(s) | Compétition(s) continentale(s) | Play-offs | Play-offs | Play-offs | Suède | Suède | Suède | Total | Total | Total |
| Saison                | Club                  | Division              | M.          | B.          | P.d.        | M.              | B.              | P.d.            | M.                | B.                | P.d.              | Comp.                          | M.                             | B.                             | P.d.                           | M.        | B.        | P.d.      | M.    | B.    | P.d.  | M.    | B.    | P.d.  |
| 2016-2017             | Sunderland AFC        | Premier League        | 1           | 0           | 0           | 1               | 0               | 0               | 2                 | 0                 | 0                 | -                              | -                              | -                              | -                              | -         | -         | -         | -     | -     | -     | 4     | 0     | 0     |
| 2017-2018             | Sunderland AFC        | Championship          | 26          | 3           | 1           | 1               | 0               | 0               | 2                 | 0                 | 0                 | -                              | -                              | -                              | -                              | -         | -         | -         | -     | -     | -     | 29    | 3     | 1     |
| Sous-total            | Sous-total            | Sous-total            | 27          | 3           | 1           | 2               | 0               | 0               | 4                 | 0                 | 0                 | -                              | -                              | -                              | -                              | -         | -         | -         | -     | -     | -     | 33    | 3     | 1     |
| 2018-2019             | Swansea City          | Championship          | 14          | 0           | 1           | 2               | 0               | 0               | 1                 | 0                 | 0                 | -                              | -                              | -                              | -                              | -         | -         | -         | -     | -     | -     | 17    | 0     | 1     |
| 2020-2021             | Swansea City          | Championship          | -           | -           | -           | -               | -               | -               | 1                 | 0                 | 0                 | -                              | -                              | -                              | -                              | -         | -         | -         | -     | -     | -     | 1     | 0     | 0     |
| Sous-total            | Sous-total            | Sous-total            | 14          | 0           | 1           | 2               | 0               | 0               | 2                 | 0                 | 0                 | -                              | -                              | -                              | -                              | -         | -         | -         | -     | -     | -     | 18    | 0     | 1     |
| 2019-2020             | FC Groningue (prêt)   | Eredivisie            | 15          | 3           | 2           | 2               | 0               | 0               | -                 | -                 | -                 | -                              | -                              | -                              | -                              | -         | -         | -         | -     | -     | -     | 17    | 3     | 2     |
| 2020-2021             | Genoa CFC (prêt)      | Serie A               | -           | -           | -           | -               | -               | -               | -                 | -                 | -                 | -                              | -                              | -                              | -                              | -         | -         | -         | -     | -     | -     | 0     | 0     | 0     |
| 2020-2021             | Djurgårdens IF        | Allsvenskan           | 26          | 3           | 2           | 2               | 0               | 0               | -                 | -                 | -                 | -                              | -                              | -                              | -                              | -         | -         | -         | -     | -     | -     | 28    | 3     | 2     |
| 2021-2022             | Djurgårdens IF        | Allsvenskan           | 29          | 6           | 5           | 2               | 0               | 0               | -                 | -                 | -                 | -                              | -                              | -                              | -                              | -         | -         | -         | -     | -     | -     | 31    | 6     | 5     |
| 2022-2023             | Djurgårdens IF        | Allsvenskan           | 16          | 3           | 1           | 6               | 1               | 2               | -                 | -                 | -                 | C4                             | 14                             | 7                              | 3                              | -         | -         | -         | 2     | 1     | 0     | 38    | 12    | 6     |
| 2023-2024             | Djurgårdens IF        | Allsvenskan           | -           | -           | -           | -               | -               | -               | -                 | -                 | -                 | C4                             | 2                              | 1                              | 0                              | -         | -         | -         | -     | -     | -     | 2     | 1     | 0     |
| Sous-total            | Sous-total            | Sous-total            | 71          | 12          | 8           | 10              | 1               | 2               | -                 | -                 | -                 | -                              | 16                             | 8                              | 3                              | -         | -         | -         | 2     | 1     | 0     | 99    | 22    | 13    |
| 2023-2024             | FC Metz               | Ligue 1               | 20          | 2           | 2           | 1               | 0               | 0               | -                 | -                 | -                 | -                              | -                              | -                              | -                              | -         | -         | -         | -     | -     | -     | 21    | 2     | 2     |
| 2024-2025             | FC Metz               | Ligue 2               | 20          | 3           | 2           | 3               | 0               | 0               | -                 | -                 | -                 | -                              | -                              | -                              | -                              | -         | -         | -         | -     | -     | -     | 23    | 3     | 2     |
| Sous-total            | Sous-total            | Sous-total            | 40          | 5           | 4           | 4               | 0               | 0               | -                 | -                 | -                 | -                              | -                              | -                              | -                              | -         | -         | -         | -     | -     | -     | 44    | 5     | 4     |
| Total sur la carrière | Total sur la carrière | Total sur la carrière | 167         | 23          | 16          | 20              | 1               | 2               | 6                 | 0                 | 0                 | -                              | 16                             | 8                              | 3                              | -         | -         | -         | 2     | 1     | 0     | 211   | 33    | 21    |